# Barik
Barik (arab. بارق) – miasto w Arabii Saudyjskiej, w prowincji Asir. Liczy 50 tys. mieszkańców (2010).
Miejscowość położona jest w odległości 120 km od Abhy i 100 km od Al-Kunfuzy. Miasto stanowi lokalne centrum edukacyjne z kilkoma szkołami średnimi, jak również centrum gospodarcze będąc miejscem handlu i pracy dla mieszkańców miasta i okolic.

## Klimat
Średnia temperatura roczna wynosi 28 °C, średnia temperatura w lipcu to 38 °C, a w styczniu 18 °C. Średnia wilgotność to 51%, a zachmurzenie – 54%. Średnia roczna suma opadów wynosi 300 mm.